# سيجيل البافوميت

رسم أبيض و أسود يصور سيجيل البافوميت

النسخة الأصلية لسيجيل البافوميت نمط "سامائيل / ليليث"

سيجيل بافوميت ( بالإنجليزية : The Sigil of Baphomet ) و يتم تعريف سيجيل البافوميت بأنه الشارة الرسمية لكنيسة الشيطان ،    ظهرت لأول مرة على غلاف ألبوم القداس الشيطاني الذي أصدر في عام 1968 ، و زين به غلاف الكتاب المقدس الشيطاني في العام التالي.  و يُطلق على السيجيل اسم "نجمة الجوهر الخماسية " و الهدف منها لتمثيل مبادئ الشهوانية و الترابية .  و تصف كنيسة الشيطان الرمز بأنه "... التصفية البصرية البارزة للفلسفات الشيطانية المتمردة ."